# Station Castleford
Castleford is een spoorwegstation van National Rail in Castleford, Wakefield in Engeland. Het station is eigendom van Network Rail en wordt beheerd door Northern Rail. Het station is geopend in 1871.